# 管状突腹蛛
管状突腹蛛（学名：Ero tuberculata）为拟态蛛科突腹蛛属的动物。分布于欧洲以及中国大陆的吉林等地。该物种的模式产地在欧洲。